# Oltenița
Oltenița (rumunská výslovnost: oltenitsa) je město v župě Călărași v Munténii, v Rumunsku, na levém břehu řeky Argeș, kde se její vody vlévají do Dunaje. Město se nachází v jihozápadní části župy, naproti němu (na pravém břehu Dunaje) je bulharské město Tutrakan.

## Historie
Vykopávky na kopci Gumelnița poblíž města odhalily neolitické osídlení pocházející ze 4. tisíciletí před naším letopočtem.
První zmínka o městě nesoucím jméno Oltenița se objevuje v roce 1515 za vlády Neagoe Basaraba.
V listopadu 1853, na začátku krymské války, se osmanské síly pokusily překročit řeku v tomto bodě a způsobily těžké ztráty ruským silám v bitvě u Olteniți.
Během rusko-turecké války v letech 1877–1878 byla Oltenița důležitým přechodem do Bulharska pro rumunské jednotky povolané na pomoc ruské armádě během obléhání pevnosti Pleven.
Během první světové války bitva o Tutrakan skončila významnou porážkou pro rumunskou armádu a následně se posádky Oltenița a Tutrakanu zapojily do četných dělostřeleckých přestřelek.

## Rodáci
- Ion Iliescu, rumunský politik, bývalý prezident

## Galerie

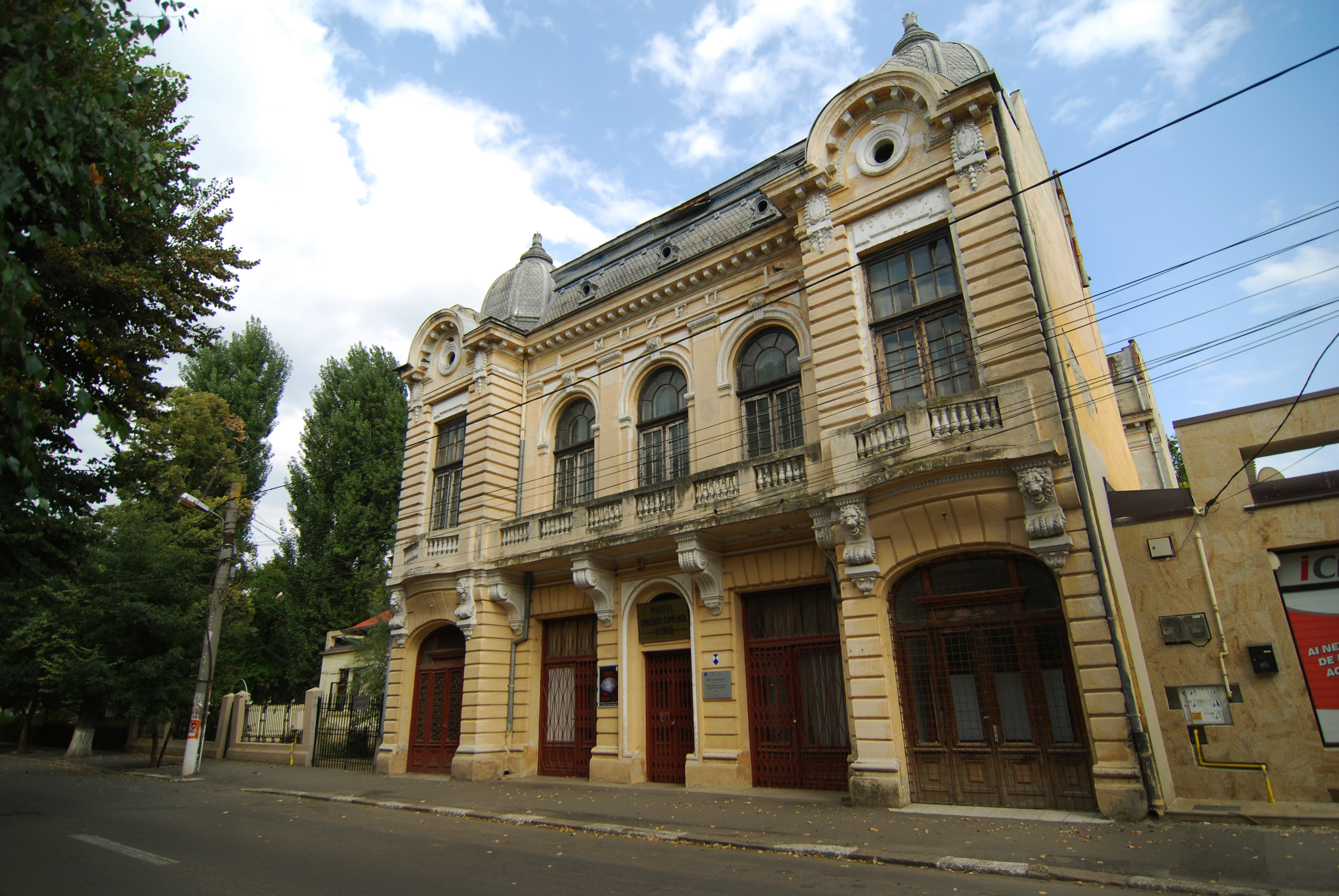
Archeologické muzeum
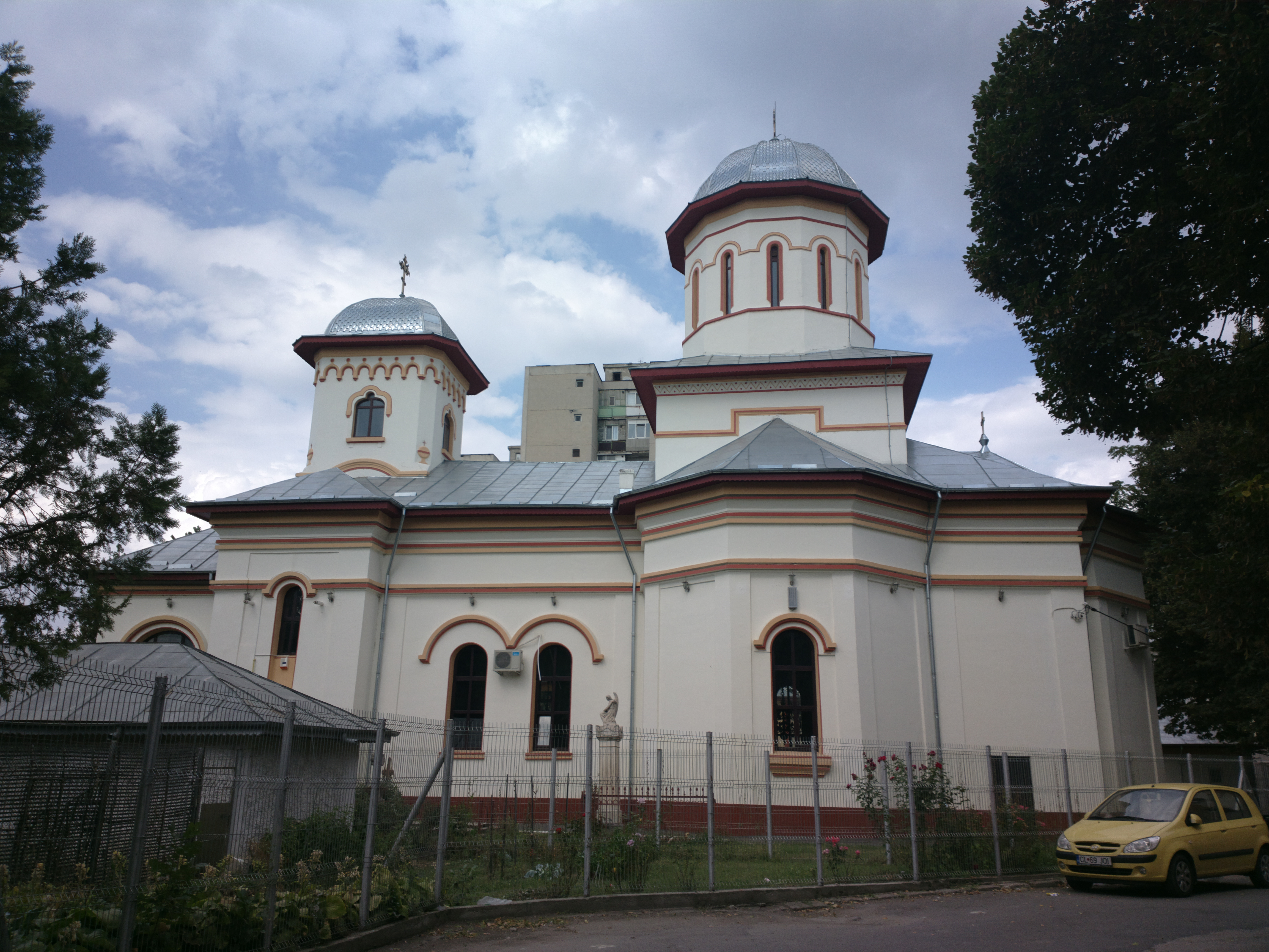
Chrám svatého Mikuláše